# Pijus Bielskus

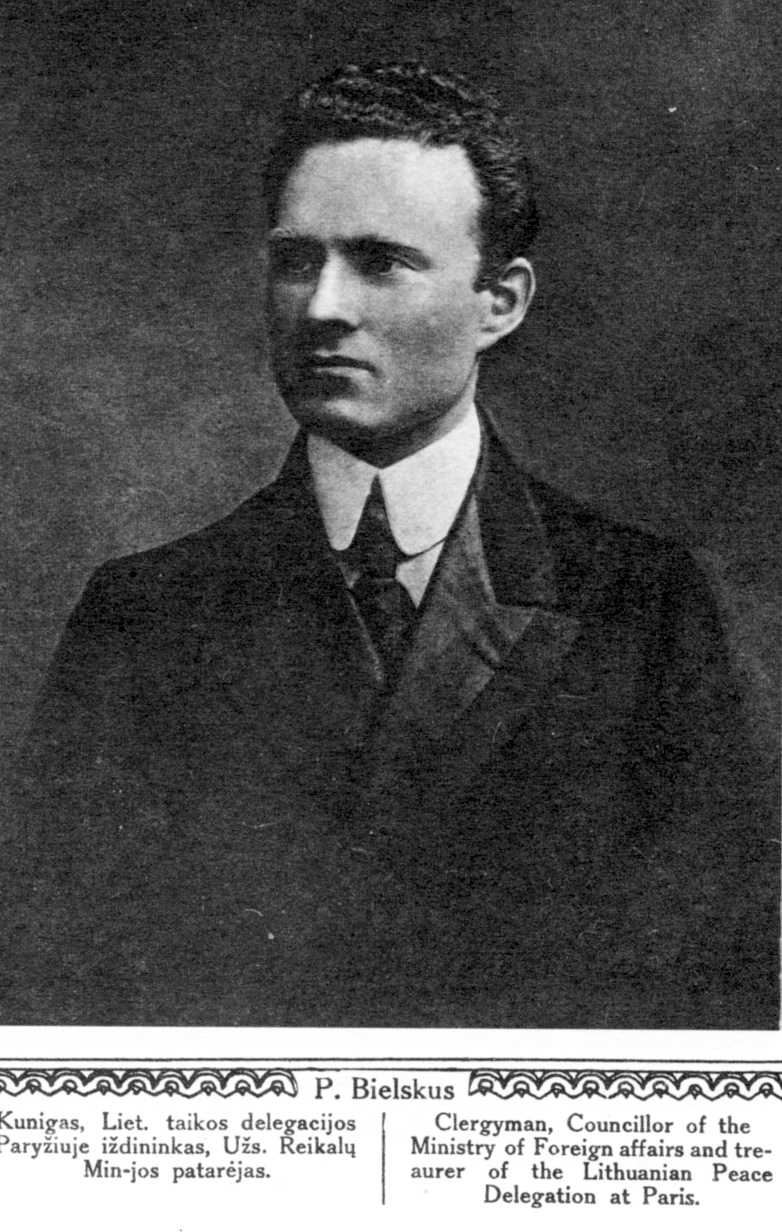
Pijus Bielskus

Pijus Bielskus (* 11. Januar 1880 in Balsupiai, Bezirk Marijampolė; † 16. Juli 1958 in  Kaunas, Litauische SSR) war ein katholischer Priester, Philosoph, Professor, Kanzler der litauischen Präsidentur.

## Leben
Er lernte an der Grundschule Keturvalakiai, Gymnasium Marijampolė, am Priesterseminar Sejny und wurde 1903 zum Priester geweiht. Von 1904 bis 1910 studierte im Ausland: drei Jahre in der  Schweiz und zwei in Belgien (Uni Leuven), wo er promovierte.
Ab 1910 war er Professor am Priesterseminar Sejny. 1920 wurde er Berater im Außenministerium Litauens. Ab 1921 leitete der Kanzlei des litauischen Präsidenten.